# Porrona
Porrona è una frazione del comune italiano di Cinigiano, nella provincia di Grosseto, in Toscana.
La frazione è situata a circa 5 km dal capoluogo comunale, rispetto al quale è ubicata verso nord.

## Storia
La località sorse in epoca medievale e, fin dal XIII secolo, era sotto il controllo di Siena.
Nel corso del XIV secolo il borgo divenne luogo di residenza di alcune famiglie nobili senesi, quali i Tolomei e i Piccolomini, pur rimanendo sotto la giurisdizione della Repubblica di Siena. Il borgo e le sue strutture fortificate subirono gravi danni nel 1377 durante un assedio condotto da milizie mercenarie.
A metà del XVI secolo, Porrona entrò a far parte del Granducato di Toscana, pur continuando ad essere la residenza di famiglie nobili.

## Monumenti e luoghi d'interesse

### Architetture religiose
- Pieve di San Donato, chiesa parrocchiale della frazione, è stata edificata in epoca medievale come pieve sussidiaria dell'abbazia di Sant'Antimo alla quale versava le decime. Si presenta in stile romanico dalle linee semplici e sobrie.

- Chiesa della Madonna delle Grazie, edificata nel corso del XVII secolo fuori delle mura, presenta i tipici elementi stilistici delle cappelle rurali dell'epoca.

- Pieve di Santa Maria ad Oppiano, chiesa scomparsa che venne edificata nel corso del XII secolo in località San Giovanni a nord-ovest di Porrona, rimanendo in funzione almeno fino al XV secolo.

- Chiesa di Santa Maria a Colonna, edificio religioso scomparso di origini medievali, situato in località Poggio Colonna a nord di Porrona.

### Architetture civili
- Fattoria di Porrona, pregevole complesso con cortile interno, pozzo cisterna, loggiato e rampa di scale che conduce ai piani superiori.

- Pozzo di Porrona, monumentale pozzo-cisterna rinascimentale situato nel cortile interno del palazzo.

- Scuola di Porrona, edificio di inizio Novecento situato fuori delle mura, in stile neoclassico, che in passato ospitava la scuola locale.

### Architetture militari
- Mura di Porrona, sistema difensivo di epoca medievale che circonda interamente il borgo e ingloba lungo un suo tratto il castello propriamente detto. Una porta permette l'accesso al borgo.

- Castello di Porrona, struttura fortificata sviluppatasi nel corso del Medioevo e quasi interamente ricostruito agli inizi del XVI secolo. L'aspetto attuale è dovuto ad una ristrutturazione in stile neogotico avvenuta nei primi anni del XX secolo.

## Società

### Evoluzione demografica
Quella che segue è l'evoluzione demografica della frazione di Porrona. Sono indicati gli abitanti dell'intera frazione e dove è possibile la cifra riferita al solo capoluogo di frazione.
Dal 1991 sono contati da Istat solamente gli abitanti del centro abitato, non della frazione.
| Anno | Abitanti | Abitanti       |
| Anno | Frazione | Centro abitato |
| ---- | -------- | -------------- |
| 1640 | 10       | -              |
| 1745 | 338      | -              |
| 1833 | 380      | -              |
| 1845 | 438      | -              |
| 1921 | 590      | -              |
| 1931 | 619      | -              |
| 1961 | 771      | 81             |
| 1981 | 593      | 26             |
| 1991 | -        | 35             |
| 2001 | -        | 24             |
| 2011 | -        | 25             |

## Cultura

### Cinema
- Emma sono io di Francesco Falaschi (2002)

## Galleria d'immagini

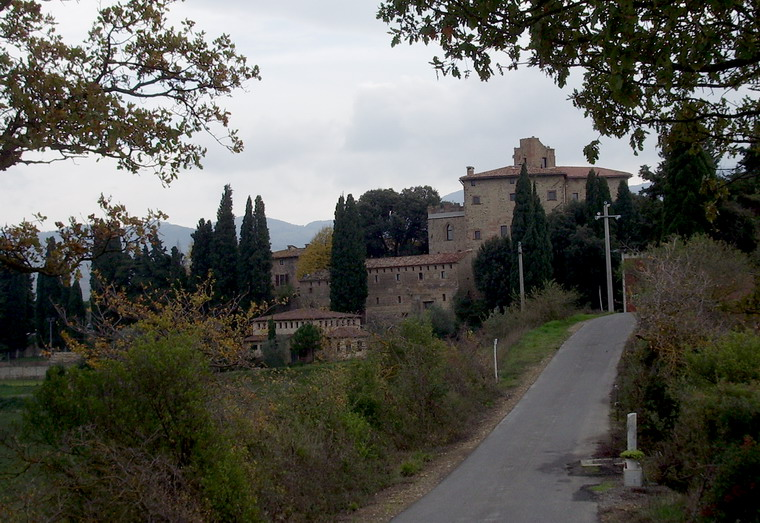
Scorcio panoramico di Porrona
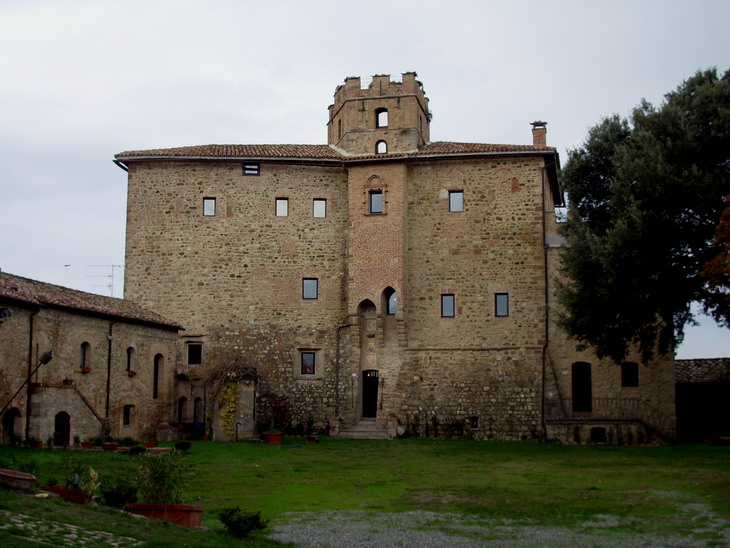
Il castello di Porrona
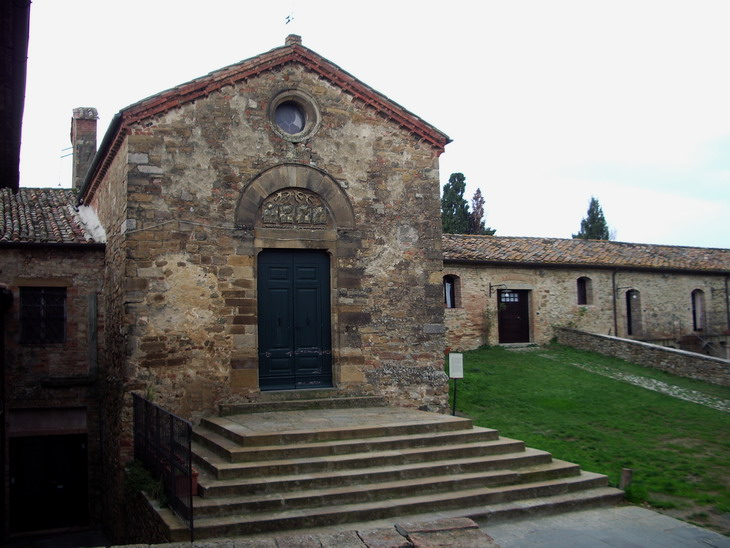
La pieve di San Donato
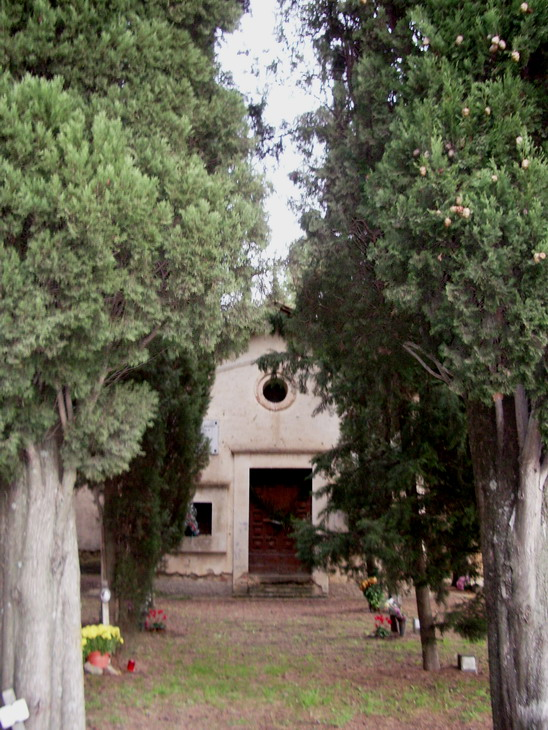
La chiesa della Madonna delle Grazie